# Kalînivka, Krînîcikî
Kalînivka (în ucraineană Калинівка) este un sat în comuna Boltîșka din raionul Krînîcikî, regiunea Dnipropetrovsk, Ucraina.

## Demografie
Componența lingvistică a localității Kalînivka
     Ucraineană (94,89%)
     Rusă (4,38%)
     Alte limbi (0,73%)
Conform recensământului din 2001, majoritatea populației localității Kalînivka era vorbitoare de ucraineană (94,89%), existând în minoritate și vorbitori de rusă (4,38%).